# Véronique en épi
Veronica spicata
Pour les articles homonymes, voir Veronica et Spicata.
Espèce
Classification phylogénétique
La véronique en épi (Veronica spicata L.) est une petite plante appartenant au genre Veronica et à la famille des Plantaginacées selon la classification APG II (les véroniques étaient classées auparavant dans les Scrofulariacées). Elle pousse dans les lieux plutôt secs et calcaires, souvent en montagne, et se reconnaît à ses épis bleu-violet portant de nombreuses fleurs.

## Description

### Écologie et habitat
Plante vivace poussant surtout en montagne, plus rarement à basse altitude (100 à 2 050 m). En France, on la rencontre surtout dans les Alpes et les Pyrénées. Rare ailleurs, elle est protégée en Alsace, en Auvergne, en Basse-Normandie et en Limousin. Elle pousse aussi en Grande-Bretagne, en Allemagne et en Scandinavie, et est fréquemment plantée dans les jardins. Nette préférence pour les sols calcaires et secs (prés, lisière des forêts, pentes rocheuses). Floraison de juillet à octobre-novembre.

### Morphologie générale et végétative
Plante herbacée assez basse, velue, formant des touffes souvent tapissantes, à souche rampante et à tige érigée. Feuilles sessiles ou à très court pétiole, opposées, ovales à lancéolées, à dents émoussées (les feuilles supérieures sont souvent entières).

### Morphologie florale
Fleurs hermaphrodites groupées en longs épis très denses. Court calice à quatre sépales. Corolle bleu-violet à long tube, les quatre pétales ayant presque l'apparence de deux lèvres. Deux étamines et un style dépassant largement la corolle. Pollinisation entomogame.

### Fruit et graines
Le fruit est une capsule globuleuse échancrée, plus ou moins velue. Dissémination épizoochore.

### Cultivars
Variété obtenue artificiellement pour être cultivée a partir de Veronica spicata

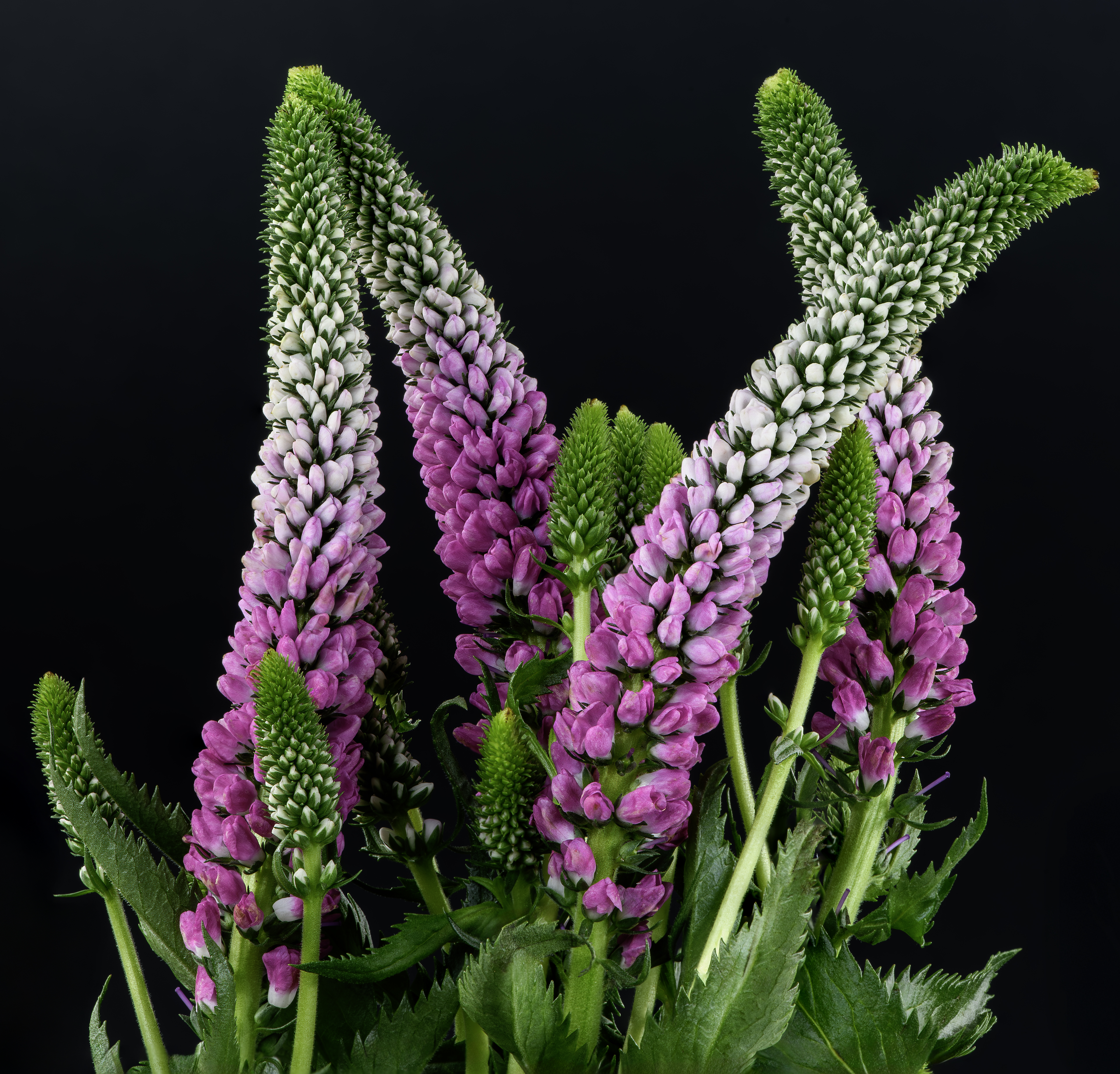
Veronica spicata 'Bubblegum Candeles'